# Sergej Dmitrijev
Sergej Dmitrijev (ukrajinsky Сергей Игоревич Дмитриев; 19. března 1964 Leningrad – 26. prosince 2022) byl ruský fotbalista, útočník, který reprezentoval někdejší Sovětský svaz.

## Fotbalová kariéra
V nejvyšší soutěži Sovětského svazu hrál za Zenit Leningrad, FK Dynamo Moskva a PFK CSKA Moskva. Dále hrál i za španělský Xerez CD, PFK CSKA Moskva, rakouský FC Stahl Linz, švýcarský FC St. Gallen, izraelský Hapoel Aškelon a v Německu za SpVgg Beckum. Po návratu do Ruska hrál za FK Zenit Sankt-Petěrburg, FK Ťumen, FK Spartak Moskva, FK Dynamo Sankt-Petěrburg, FK Kristall Smolensk a FK Svetogorec. Se Zenitem Leningrad a CSKA Moskva získal mistrovský titul a s CSKA i pohár. Ruskou ligu vyhrál se Spartakem Moskva a ruský pohár s týmem FK Dynamo Sankt-Pětěrburg. V Poháru mistrů evropských zemí nastoupil ve 4 utkáních a dal 2 góly, v jeho kvalifikace nastoupil ve 2 utkáních a dal 1 gól, v Poháru vítězů pohárů nastoupil ve 2 utkáních a dal 1 gól a v Poháru UEFA nastoupil ve 2 utkáních. Za reprezentaci Sovětského svazu nastoupil v letech 1985–1988 v 6 utkáních a dal 1 gól. Byl členem reprezentace Sovětského svazu na Mistrovství Evropy ve fotbale 1988, ale v utkání nenastoupil.

## Ligová bilance
| Ročník                                | Zápasy | Góly | Klub                     |
| ------------------------------------- | ------ | ---- | ------------------------ |
| Sovětská fotbalová Vysšaja liga 1982  | 2      | 0    | Zenit Leningrad          |
| Sovětská fotbalová Vysšaja liga 1983  | 11     | 5    | Zenit Leningrad          |
| Sovětská fotbalová Vysšaja liga 1984  | 37     | 9    | Zenit Leningrad          |
| Sovětská fotbalová Vysšaja liga 1985  | 38     | 10   | Zenit Leningrad          |
| Sovětská fotbalová Vysšaja liga 1986  | 14     | 6    | Zenit Leningrad          |
| Sovětská fotbalová Vysšaja liga 1987  | 21     | 3    | Zenit Leningrad          |
| Sovětská fotbalová Vysšaja liga 1988  | 24     | 9    | Zenit Leningrad          |
| Sovětská fotbalová Vysšaja liga 1989  | 7      | 0    | FK Dynamo Moskva         |
| Sovětská fotbalová Vysšaja liga 1989  | 17     | 7    | PFK CSKA Moskva          |
| Sovětská fotbalová Vysšaja liga 1990  | 27     | 9    | PFK CSKA Moskva          |
| 2. španělská fotbalová liga 1990/91   | 20     | 2    | Xerez CD                 |
| Sovětská fotbalová Vysšaja liga 1991  | 19     | 7    | PFK CSKA Moskva          |
| Rakouská fotbalová Bundesliga 1991/92 | 9      | 1    | FC Stahl Linz            |
| Rakouská fotbalová Bundesliga 1992/93 | 3      | 0    | FC Stahl Linz            |
| Švýcarská Super League 1992/93        | 14     | 9    | FC St. Gallen            |
| Ruská Premier Liga 1996               | 10     | 1    | FK Zenit Sankt-Petěrburg |
| Ruská Premier Liga 1997               | 9      | 0    | FK Ťumen                 |
| Ruská Premier Liga 1997               | 6      | 1    | FK Spartak Moskva        |
| CELKEM                                | ¨-     | -    |                          |